# Pibloktoq
Pibloktoq (piblokto, histeria arktyczna) – zespół histeryczny (dysocjacyjny) opisywany u Inuitów; należy do postaci zaburzeń psychicznych uwarunkowanych kulturowo i stanowi przedmiot zainteresowania psychiatrii kulturowej. Na pibloktoq składają się podniecenie, zachowania agresywne, niekontrolowane zachowania, przygnębienie, koprofagia, echolalia, niekiedy bezładna ucieczka przed siebie, czasem po uprzednim zrzuceniu ubrania. Po napadzie chory zapada w sen, z którego budzi się bez objawów. Zaburzenie występuje częściej u kobiet. W literaturze psychiatrycznej zostało przedstawione w 1913 roku przez Abrahama Brilla. Pibloktoq może być spowodowane toksycznością (w nadmiarze) witaminy A.

## Zespoły prawdopodobnie podobne
- amok – Indonezja, Malezja
- banga – Kongo, Malawihisteryczny
- misala – Kongo, Malawi
- ebenzi – Afryka Płd.
- grisi siknis – rdzenna ludność Hondurasu (Miskito)
- imu – rdzenna ludność Japonii (Ajnowie)
- latah – Indonezja, Malezja
- mali-mali – Filipiny
- nagiarpok – Eskimosi
- kayak Angst – Eskimosi
- quajimaillitug – Eskimosi
- ufufuyane – Pd. Afryka – plemiona Bantu
- menerik(inne języki) – Syberia (opisane przez Wacława Sieroszewskiego w monografii „Jakuty”)